# Hyalurga amazonica
Hyalurga amazonica är en fjärilsart som beskrevs av Butler 1876. Hyalurga amazonica ingår i släktet Hyalurga och familjen björnspinnare. Inga underarter finns listade i Catalogue of Life.